# Storthyngura phyllosoma
Storthyngura phyllosoma is een pissebed uit de familie Munnopsidae. De wetenschappelijke naam van de soort is voor het eerst geldig gepubliceerd in 2001 door Jean Just.